# Blue Whale
Blue Whale — плавучий кран великої вантажопідйомності, споруджений для китайської нафтогазової компанії China National Offshore Oil Corporation (CNOOC). Також можливо зустріти згадки про Blue Whale як трубоукладальне судно.
Судно спорудили на верфі Shanghai Zhenhua Heavy Industries (ZPMC). Воно отримало кран вантажопідйомністю 7500 тонн, що робило його найбільшим плавучим краном з однією стрілою (таким «Blue Whale» залишався щонайменше і станом на 2015 рік). Ще однією особливістю є можливість башти крана робити повний оберт, втім, при цій операції максимальна вантажопідйомність становить 4000 тонн. Існує можливість опускати вантаж на глибину 150 метрів та підіймати його на висоту 125 метрів.
Судно може самостійно пересуватись до місця виконання робіт зі швидкістю 11 вузлів. Воно забезпечує проживання 300 осіб та обладнане майданчиком для гелікоптерів.
Перше завдання судно виконало у 2008 році, а в січні 2024-го повідомили, що «Blue Whale» взяв участь у 166 проєктах, під час яких здійснив 450 підйомів із загальною вагою понад 2 млн тонн. Судно діє у Півдннокитайському, Східнокитайському морях та Бохайській затоці, а також інших акваторіях Південно-Східної Азії.
Окрім робіт у нафтогазовій галузі, «Blue Whale» також може використовуватись у рятувальних операціях та будівництві мостів.